# Крекінг-установка в Дзержинську
Крекінг-установка в Дзержинську – колишнє нафтохімічне виробництво у Нижегородській області Росії.
В 1939 році у Дзержинську почав роботу завод хлорної хімії, головною продукцією якого була хімічна зброя. Для продукування іприту він потребував етилен та пропілен, джерелом яких було розділення газів нафтопереробки (пірогазу), що надходили з розташованого за два десятки кілометрів на схід у Горькому заводу «Нефтегаз» (спеціалізувався на виробництві мастильних матеріалів та авіаційного пального). Для подачі пірогазу проклали трубопровід Горький – Ігумново та запустили Горьковську компресорну станцію. 
Окрім продукування іприту етилен споживали для виробництво дихлоретану, що міг використовуватись як для виробництва вибухівки, так і для продукування етилової рідини та вінілхлориду (в 1944-му в Дзержинську стартувало виробництво полівінілхлориду, що в подальшому стало одним з головних напрямків майданчику). З 1945-го етилен споживали для виробництва оксиду етилену. 
В часи радянсько-германської війни дзержинський завод почав використовувати пропілен для продукування ізопропілового спирту (кумолу), який постачався сусідньому заводу органічного бронескла для продукування ацетону. З 1949-го завод оргскла запустив виробництво фенолу та ацетону кумольним методом, який передбачав пряме споживання пропілену.
На тлі зростаючих потреб в Дзержинську ввели в дію піролізне виробництво олефінів ЕП-30 («етилен-пропілен») – таке позначення в радянській хімічній промисловості мали установки, потужність яких по найбільш масовому продукту – етилену – становила 30 тисяч тон на рік. Як сировину для піролізу використовували керосин, а виділення олефінів з піролізних газів провадив все той же запущений в 1939 році цех.
В 1960-му в цеху розділення пірогазу стався вибух, що призвів до сильних руйнувань та загибелі 24 осіб. Втім, піролізна установка відновила роботу вже за півроку.
У 1982-му в Дзержинську запустили потужний комплекс з виробництва оксиду етилену та гліколей. Втім, сировину для нього подали по етиленопроводу Кстово – Дзержинськ, тоді як застаріла піролізна установка в Дзержинську була зупинена.